# Rhipidia juninensis
Rhipidia juninensis är en tvåvingeart som först beskrevs av Alexander 1942.  Rhipidia juninensis ingår i släktet Rhipidia och familjen småharkrankar.
Artens utbredningsområde är Peru. Inga underarter finns listade i Catalogue of Life.